# Im Fysteren Graben (Naturschutzgebiet)
Im Fysteren Graben ist ein Naturschutzgebiet in der Gemeinde Grindelwald, Schweiz. Es besteht aus dem Hochmoor beim Fysteren Graben mit seinem Umfeld.
Das Gebiet wurde 1996 vom Regierungsrat des Kantons Bern unter Naturschutz gestellt (Nr. 178).
Das Moor wird auch im Bundesinventar der Hoch- und Übergangsmoore von nationaler Bedeutung (Hochmoorinventar) mit der Nr. 519 geführt.

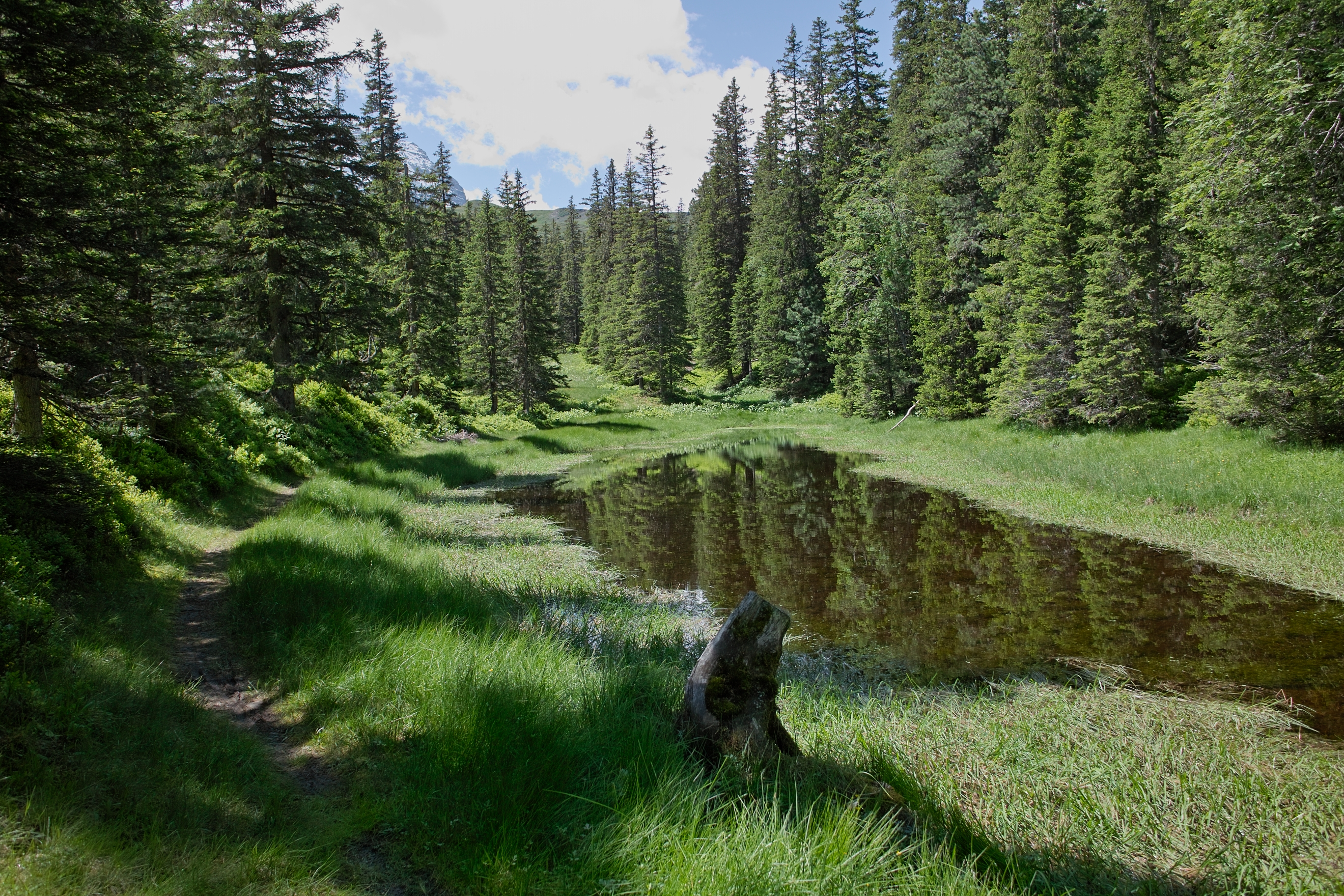
Die Muldenlacke im Schutzgebiet

## Lage
Das seltene Sattelhochmoor liegt auf einer Höhe von rund 1770 m ü. M. und umfasst mehrere Flächen mit etwa 1 Hektar. Zum Schutzgebiet, das sich etwa 400 Meter entlangzieht und eine Fläche von knapp 4 Hektar hat, gehört neben den Hochmoorflächen selbst auch sein Umfeld «mit der Feuchtwiese, der zeitweise mit Wasser gefüllten Geländemulde, artenreichen Waldrändern, Lichtungen mit Zwergsträuchern und einem geschlossenen Wald.» Das Moor ist der höchstgelegene Fundort der Rosmarinheide (Andromeda polifolia) im Kanton Bern.
Das Schutzgebiet gehört zu mehreren geschützten Hochmooren im Bereich zwischen der Kleinen Scheidegg und dem Grindelwalder Ortsteil Itramen, darunter im gleichen Waldgebiet Älbi Flue und Burstblätz sowie etwas weiter nordwestlich das grössere Breitmoos. Dieses Waldgebiet, der Itramenwald, gehört zum Gebiet Lütschinentäler, das im Berner Waldnaturschutzinventar eingetragen ist.
Der Bergwanderweg von Itramen zur Kleinen Scheidegg hinauf führt durch das Schutzgebiet. In den Kernzonen (im eigentlichen Moorgebiet beiderseits des Wegs, an der Lacke am Weg hangseitig und weitere kleine Flächen dazwischen) herrscht strenges Betretungsverbot.

## Name
Seinen Namen hat das Naturschutzgebiet vom Talraum Im Fysteren Graben (oberländer Bärndütsch ‚im finsteren Graben‘), wie man das unterhalb des Schutzgebiets gelegene obere Tal des Wärgistalbachs nennt.